# 班克罗夫特号驱逐舰 (DD-598)
班克罗夫特号驱逐舰（英語：USS Bancroft，舷号：DD-598），是美国海军于第二次世界大战期间建造的一艘本森级驱逐舰，其舰名取自1845年至1846年间担任美国海军部长的乔治·班克罗夫特。该舰服役生涯平淡，主要于太平洋各战场执行支援、护航等任务。
班克罗夫特号驱逐舰由乔治·班克罗夫特的曾孙女赫斯特·班克罗夫特·贝里（Hester Bancroft Barry）女士冠名，于1941年12月31日在马萨诸塞州昆西的福尔河造船厂铺设龙骨。1942年4月30日，班克罗夫特号正式服役，加入美国太平洋舰队。

## 设计与装备
早期本森级驱逐舰的船体与辛姆斯级驱逐舰相似，但尺寸的提升使得该舰可额外负载50至60吨。为避免局部受损导致全舰瘫痪，本森级配备了两套锅炉与烟囱系统，为该级明显特征。由于2,100吨新型驱逐舰弗莱彻级产量不及预期，随着战争的临近，本森级于1940年12月再次投产，班克罗夫特号即属于该批复产舰船。该舰建造时解决了部分早期班森级驱逐舰反映出的问题，拆除了后鱼雷发射管和3号主炮塔并装备了1座四联装28毫米75倍径高射机炮。随着战争的进行，该舰防空火力也获得了提升，四联装28毫米高射机炮被替换为博福斯40毫米高射炮，厄利孔20毫米机炮数量也有所增加。

## 服役历史
1942年9月17日，班克罗夫特号抵达阿拉斯加州荷兰港，随后分别于1943年1月12日在阿姆奇特卡岛、5月11日至6月2日在在阿图岛、8月15日在基斯卡岛参加登陆作战。8月18日，阿布纳·里德号驱逐舰在基斯卡岛海域触雷导致全舰停电并有搁浅和再次触雷的风险，班克罗夫特号随后赶到并将拖离危险区域。
1943年9月至1945年7月，班克罗夫特号均在太平洋各战场参与火力支援、巡逻与护航任务，其主要任务地点和时间如下：
| 战役或行动地点             | 行动类型 | 日期                   |
| -------------------------- | -------- | ---------------------- |
| 威克岛                     | 突袭     | 1943年10月5日至6日     |
| 塔拉瓦环礁                 | 突袭     | 9月18日                |
| 塔拉瓦环礁                 | 占领     | 11月20日至12月6日      |
| 夸贾林环礁                 | 占领     | 1944年1月31日至2月16日 |
| 米利环礁                   | 登陆     | 3月17日至18日          |
| 帕劳群岛、沃莱艾环礁       | 突袭     | 3月29日至4月2日        |
| 查亚普拉                   |          | 4月21日至24日          |
| 楚克群岛、萨塔万、波纳佩岛 | 突袭     | 4月28日至30日          |
| 沃杰环礁                   | 短期加入 | 5月23日                |
| 塞班岛                     | 占领     | 6月25日至7月22日       |
| 马洛埃拉普环礁             | 突袭     | 8月8日                 |
| 菲律宾                     |          | 1945年2月19日至4月12日 |
| 婆罗洲                     |          | 5月1日至7月5日         |

日本投降后，班克罗夫特号继续护送美国士兵从菲律宾前往冲绳和日本本岛。1945年12月9日，班克罗夫特号抵达弗吉尼亚州诺福克，随后于1946年2月1日在南卡罗来纳州查尔斯顿退役。1973年，该舰出售拆解。

## 荣誉
班克罗夫特号在第二次世界大战中共获得8枚战斗之星。

## 历任舰长
| 姓名       | 译名                   | 军衔 | 任职时间                |
| ---------- | ---------------------- | ---- | ----------------------- |
|            | 约翰·莱斯利·梅尔高     | 少校 | 1942年4月30日           |
|            | 雷·毛雷尔·皮兹         | 中校 | 1943年7月12日           |
|            | 戈登·哈斯凯尔·史密斯   | 上尉 | 1944年9月30日           |
|            | 查尔斯·埃尔斯沃思·庞德 | 少校 | 1944年10月-1946年2月1日 |
| 参考文献： |                        |      |                         |